# Time Lapse (album)
Pour les articles homonymes, voir Time Lapse.
Time Lapse est un album en solo du saxophoniste de jazz Britannique Evan Parker sorti le 19 décembre 2006 chez Tzadik.
L'enregistrement de Time Lapse se fait de façon discontinue, par des visites d'Evan Parker au  Gateway Studio à Kingston upon Thames, d'octobre 1996 à juin 2001. L'album est constitué de pièces entièrement en solo, et de pièces avec overdubs.
Tous les compositions sont d'Evan Parker.

## Liste des pistes
| No  | Titre                                       | Durée |
| --- | ------------------------------------------- | ----- |
| 1.  | Ak-Kok-Deer                                 | 4:25  |
| 2.  | Monkey's Fist                               | 6:41  |
| 3.  | Threnody for Steve Lacy                     | 2:36  |
| 4.  | Gees Bend                                   | 3:47  |
| 5.  | Those Doggone Dogon                         | 6:32  |
| 6.  | Time Lapse                                  | 3:21  |
| 7.  | Pulse ans the circulation of the blood      | 3:24  |
| 8.  | Organ Point                                 | 4:06  |
| 9.  | The burden of Time                          | 3:33  |
| 10. | Alone on a long hard road                   | 10:24 |
| 11. | Chorus after Alaric 1 or 2 for Gavin Bryars | 4:11  |

## Musiciens
- Evan Parker : Saxophone ténor, saxophone soprano, orgue sur Organ Point.